# Wehrliola revocaria
Wehrliola revocaria là một loài bướm đêm trong họ Geometridae.